# Hermann Langenbeck (Philosoph)
Hermann Langenbeck (* 14. November 1836 in Hildesheim; † 30. Juni 1869 in Groß Schneen, Kreis Göttingen) war ein deutscher Philosoph.

## Leben
Langenbeck war Sohn von Carl Wilhelm Langenbeck, Geh. Sanitätsrat in Gifhorn. Er studierte an der Georg-August-Universität Philosophie wurde 1856 im väterlichen Corps Teutonia Göttingen aktiv. 1858 wurde er in Göttingen zum Dr. phil. promoviert. Als Schüler von Hermann Lotze habilitierte er sich zwei Jahre später. Die Universität Marburg berief ihn zum 22. November 1865 als a.o. Professor für Philosophie. In Forschung und Lehre erwies er sich als Fehlbesetzung. Krankheitshalber für das Sommersemester 1869 beurlaubt, erlebte er nicht das Semesterende. Er starb mit 32 Jahren.

## Werke
- Das Geistige nach seinem ersten Unterschiede vom Psychischen. 1864.[5]
- Die Theoretische Philosophie Herbarts's und seiner Schule. 1867. Neudruck Kessinger 2009, ISBN  978-1120493743.